# Abklatsch (Drucktechnik)
Als Abklatsch wird im Buchdruck ein Reproduktionsverfahren zur schnellen Erstellung von Vorabzügen und Korrekturfahnen bezeichnet.
Beim Abklatsch wird der Abzug nicht mit einer Druckerpresse erstellt, sondern das zu bedruckende Material wird auf das mit Druckerschwärze eingefärbte Klischee gelegt und mit der Bürste abgeklopft, wobei die Farbe auf den Druckbogen „abgeklatscht“ wird.
In der Druckersprache wird der Begriff auch allgemein für ungewollte Abdrucke von noch nicht getrockneter Farbe verwendet. So entstehen zum Beispiel spiegelverkehrte Abklatsche in Tiefdruckmaschinen durch fehlendes Papier. Hierbei wird das Druckbild auf die Anpresswalze übertragen, so dass der nächste Papierbogen sowohl vom Druckzylinder als auch von der Anpresswalze bedruckt wird.
Der gleiche Effekt tritt auch in anderen Druckverfahren auf, wie bei der Kopierpresse oder wenn aus Papiermangel auf den Aufzug oder den Gegendruck gedruckt wird.